# 三谷藍
三谷 藍（みたに あい、1978年8月21日 - ）は女子バスケットボール選手である。富士通レッドウェーブ所属。ポジションはセンターフォワード。182cm。ニックネームは「レイ」。「花の78年組」の一人。

## 人物
千葉県出身。市立船橋高校から、専修大学経営学部を経て2001年に富士通に入社。
1年目よりWリーグ昇格に貢献し、ルーキー・オブ・ザ・イヤーを獲得する。
その後もチームの主力として活躍し、オールジャパン連覇及び2年連続プレーオフ出場に貢献。2006-07シーズンには年間ベスト5賞を受賞。
2005年には日本代表にも初選出。2005年アジア選手権や東アジア競技大会などに出場。
2007年アジア選手権、北京オリンピックバスケットボール世界最終予選、2010年世界選手権に出場。
2015年、4年ぶりに日本代表に選出され、アジア選手権で優勝。
2017年オフ、引退。

## 経歴
- 市立船橋高校 - 専修大学 - 富士通（2001年〜2017年）

## 日本代表歴
- 2005アジア選手権
- 2005東アジア大会
- 2007アジア選手権
- 北京オリンピック世界最終予選
- 2009アジア選手権
- 2010世界選手権
- 2010アジア大会
- 2015アジア選手権